# سنتز فیست–بناری
سنتز فیست–بناری(به انگلیسی: Feist–Benary synthesis) یک واکنش شیمیایی در شیمی آلی است که در آن یک α-هالوژن کتون با یک β-دی‌کربونیل واکنش داده و یک ترکیب استخلافی از فوران را ایجاد می‌کند. این واکنش تراکمی به وسیله یک آمین مانند آمونیاک یا پیریدین، کاتالیز می‌شود.